# Rhodanthidium superbum
Rhodanthidium superbum är en biart som först beskrevs av Radoszkowski 1876.  Rhodanthidium superbum ingår i släktet Rhodanthidium och familjen buksamlarbin. Inga underarter finns listade i Catalogue of Life.